# Ramon Solsona i Sancho
Ramon Solsona i Sancho (Barcelona, 7 februari 1950) is een Catalaans auteur, scenarioschrijver en journalist. Hij werd op 17 februari 1950 in Barcelona geboren. Hij is licenciaat in de Romaanse filologie. Na twintig jaar leraarschap in het middelbare onderwijs besloot hij in 1992 volledig van zijn pen te leven. In 1998 schreef hij de tekst voor de hymne ter gelegenheid van het honderdjarige bestaan van de voetbalclub FC Barcelona, op muziek van Antoni Ros-Marbà. Zijn bekendste prosawerken zijn Les hores detingudes (1993), driemaal bekroond en vertaald in het Frans en het Spaans en L'home de la maleta (2010).
Als journalist schrijft hij regelmatig in de kranten Avui, Diari de Barcelona en La Vanguardia en werkt mee aan de radioprogramma's van Catalunya Ràdio en  Rac 1, waar hij zorgt voor de vaste rubriek "Entre paraules" (Tussen woorden). Als scenarioschrijver was hij medeauteur van de draaiboeken Agència de viatges (“Reisagentschap”, 1991-92, samen met E. Gomà), Estació d'enllaç ("Verbindingsstation“, 1996-98, met diverse andere auteurs) en Dos és massa (“Twee is te veel”, 1989, met A. Manso).
Werk van hem werd vertaald in het Frans, Spaans en Roemeens.

## Belangrijkste werken
Satirische poëzie
gepubliceerd onder het pseudoniem Lo gaiter del Besòs:
- Sac de gemecs (Een zak zuchten, 1989)
- Botifarra de pagès! (Boerenworst! ,2013)

Verhalend proza
- Les hores detingudes (De gestopte uren, 1993)[5]
- L'home de la maleta (Man met reiskoffer, 2010)

## Prijzen
- 1994 Serra d'Or-criticiprijs voor literatuur en essay, Premi Prudenci Bertrana en Lletra d'or voor Les hores detingudes
- 2010 Premi Sant Jordi de novel·la voor L'home de la maleta[6]